# Myzolecanium kibarae
Myzolecanium kibarae är en insektsart som beskrevs av Odoardo Beccari 1877. Myzolecanium kibarae ingår i släktet Myzolecanium och familjen skålsköldlöss.
Artens utbredningsområde är Papua Nya Guinea. Inga underarter finns listade i Catalogue of Life.